# Онезька військова флотилія
Оне́зька військо́ва флоти́лія — озерна військова флотилія у складі військово-морського флоту Збройних сил СРСР у 1918–1923 та у часи Німецько-радянської війни (Радянсько-фінська війна (1941—1944), яка базувалася на Онезькому, Ладозькому озерах і прилеглих водних акваторіях.

## Історія
Військовими базами Онезької флотилії у річні часи були Петрозаводськ, Лодійне Поле, Нова Ладога й Витегра.

## Командування
- Командувачі:
  - капітан 1 рангу А. П. Дьяконов (7 серпня — 21 грудня 1941; 5 січня — 7 липня 1943);
  - контр-адмірал П. С. Абанькин (11 серпня 1943 — 25 січня 1944);
  - капітан 1 рангу Антонов Н. В. (7 липня — 11 серпня 1943; 25 січня — 1 травня 1944);
- Начальники штабу:
  - капітан 3-го рангу Д. І. Поляков (7 серпня — 28 листопада 1941);
  - капітан 1-го рангу Антонов Н. В. (5 січня — 7 липня 1943; 11 серпня 1943 — 25 січня 1944)
  - капітан 3-го рангу А. І. Зибайло (7 липня — 11 серпня 1943; 25 січня — 10 серпня 1944).